# Dan Budnik
Daniel Budnik dit Dan Budnik (né le 20 mai 1933 à Long Island, dans l'État de New York et mort le 14 août 2020  à Tucson, dans l'Arizona) est un photographe et photojournaliste américain, membre de Magnum Photos, ayant documenté les changements sociaux, politiques et culturels dans le monde depuis la fin des années 1950 et travaillé pour de nombreux magazines et entre autres Life, Sports Illustrated et Vogue.
Connu pour ses portraits des artistes du mouvement expressionniste abstrait américain comme Willem de Kooning, Jackson Pollock, Franz Klein ou Jacob Lawrence à New York dans les années 1960, Dan Budnik a également photographié les grands événements du mouvement des droits civiques — comme la Marche des jeunes sur la Maison-Blanche et au Lincoln Memorial pour les écoles intégrées en 1958 et la Marche sur Washington pour l'emploi et la liberté en 1963, au cours de laquelle Martin Luther King fit son discours historique I have a dream (« J'ai un rêve »), symboliquement devant le Lincoln Memorial — et a été un fervent défenseur des peuples autochtones amérindiens et de la culture amérindienne.

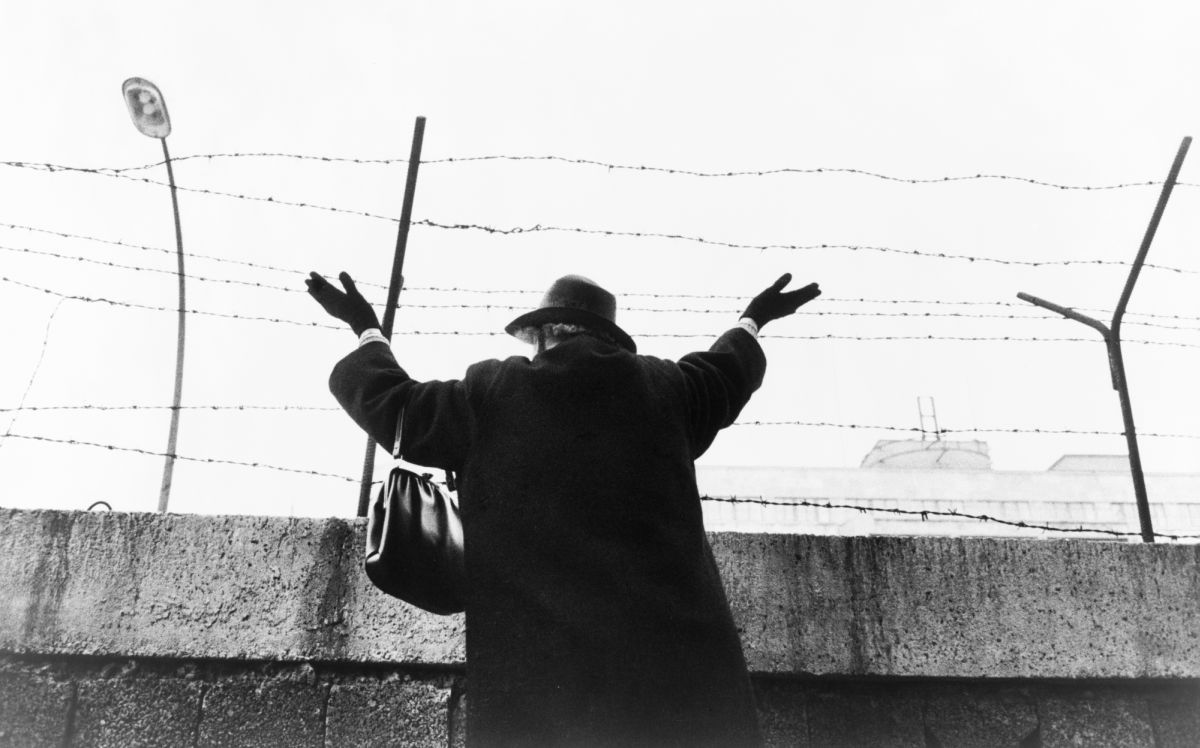
Une femme sur le mur de Berlin fait signe à sa famille et ses amis restés à l'Est, Berlin, août 1961 • Photographie : Dan Budnik

## Biographie
Dan Budnik étudie la peinture au début des années 1950 à la Art Students League of New York, où il a notamment comme professeur Charles Alston, à qui il attribue son intérêt pour le photojournalisme. Après avoir travaillé comme assistant de Philippe Halsman, il rejoint Magnum Photos en 1957. Sa première mission pour l'agence fondée par Henri Cartier-Bresson et Robert Capa a été de photographier les atrocités commises par le régime autoritaire de Fulgencio Batista à Cuba en 1958. À propos de ce reportage, il déclare : « Tant que vous ne dormiez pas dans le même lit deux nuits de suite, vous étiez relativement en sécurité. Batista tuait environ sept personnes par nuit lors des interrogatoires. Vous vous réveilliez le matin et il y avait un corps pendu dans un arbre pour vous avertir de ne pas vous impliquer. »
En 1965, Dan Budnik obtient une commande du magazine Life pour photographier les marches de Selma à Montgomery, trois marches de protestation, menées en Alabama les 7, 9 et 25 mars 1965, qui ont marqué la lutte des droits civiques des Afro-Américains aux États-Unis. Ses photographies de ce reportage font maintenant partie de la collection du Martin Luther King Jr. National Historic Site.
Dan Budnik s'est lié d'amitié avec la célèbre peintre américaine Georgia O'Keeffe — veuve d'Alfred Stieglitz — considérée comme l'une des peintres modernistes et précisionnistes majeures du XXe siècle et lui a souvent rendu visite dans sa propriété de Ghost Ranch (en), près d'Abiquiú, au Nouveau-Mexique. Il réalise ainsi, au fil du temps, une série d'images emblématiques, publiées dans le magazine People en 1975.
À partir de 1970, Dan Budnik travaille avec les peuples traditionnels Hopis et Navajos du nord de l'Arizona. Il reçoit pour ce travail une bourse National Endowment for the Arts en 1973 et de la Fondation Polaroid en 1980. En 1998, il a été le lauréat du prix d'honneur de l'American Society of Media Photographers.
Dan Budnik meurt le 14 août 2020 à Tucson, à l'âge de 87 ans et est inhumé dans la réserve indienne navajo de Flagstaff, où il s'était installé depuis une quinzaine d'années.

## Citations
- « Je dois devenir complètement anonyme si je veux capturer l'essence - le fait fondamental au sujet de la personne et pas seulement sa surface[4] ». (Dan Budnik)

## Expositions

### Expositions personnelles
- x

### Expositions collectives
- x

## Livres
- 1994 : Dan Budnik, Sandy Johnson, The Book of Elders: The Life Stories of Great American Indians, photographies de Dan Budnik, textes de Russell Means, Marjorie Tanin, Kitt Weagant, édit. Harper, San Francisco, 1994.  (ISBN 978-0-06-250837-9)
- 2007 : Dan Budnik, Picturing Artists, 1950s-1960s, textes de  Irving Sandler, James Enyeart et David Sylvester, Knoedler & Company,  (ISBN 978-0-97899-871-4)
- 2013 : Dan Budnik, Joseph A. Ziemba, Bleeding Skull! A 1980s Trash-Horror Odyssey  (ISBN 978-1-90048-688-0)
- 2014 : Dan Budnik, Marching to the Freedom Dream, textes de Harry Belafonte et James Enyeart, Trolley Books, Londres  (ISBN 978-1-90711-247-8)

## Collections
Les photographies de Dan Budnik figurent dans de nombreuses collections publiques et privées, et notamment :
- Martin Luther King Jr. National Historic Site

## Récompenses et distinctions
- 1973 : Bourse National Endowment for the Arts
- 1980 : Polaroid Foundation Grant
- 1988 : Honor Roll Award of the American Society of Media Photographers